# Bilmetro
Bilmetro AB er et af Sveriges ældste[kilde mangler] bilfirmaer og har ca. 470 ansatte[kilde mangler] på 12 arbejdspladser i Gavleborgs og Dalarnas län og omsætter ca. 1,8 milliader svenske kroner[kilde mangler] om året.
Bilmetro startede i 1922 i Hudiksvall under navnet Bil Lönnberg, senere Bil & Buss og nu Bilmetro.
Bilmetro er autoriseret forhandler af Volkswagen person- og varebiler, Audi, SEAT, Škoda, Honda, Kia og Scania.